# 蘊秀 (完顏氏)
蘊秀（1801年 - ？），字南溪。完顏氏，滿洲镶黄旗人。清朝官员。
祖父慶南為內務府員外郎，父英裕官至織造，係南河總督麟慶族叔。蘊秀為道光壬午科舉人，丙戌科進士，後官至山西省聞喜縣知縣。